# معلاقة برازيلية
معلاقة برازيلية (الاسم العلمي:Podocarpus brasiliensis) هي نوع من النباتات تتبع جنس المعلاقة من الفصيلة المعلاقية.